# Mario Ardizzon
Mario Ardizzon (Chioggia, 2 gennaio 1938 – Venezia, 30 novembre 2012) è stato un calciatore e allenatore di calcio italiano, di ruolo terzino.
È morto nel 2012 all'età di 74 anni a seguito di problemi cardiaci.

## Carriera

### Giocatore
Cresce calcisticamente nella squadra di Chioggia, il Clodia, passando giovanissimo (1956) nel Venezia. Proprio con i neroverdi esordisce in Serie B nel 1957 divenendo successivamente titolare dei lagunari. Promosso il Venezia in Serie A nel 1961, segue i veneti allenati da Carlo Alberto Quario nella massima serie esordendovi il 27 agosto del medesimo anno in una gara interna persa contro la Fiorentina per 1-0.

Ardizzon (in piedi, secondo da destra) al Bologna nel 1967-1968

Passa assieme a Sergio Frascoli alla Roma di Annibale Frossi nel 1963 dove è per tre stagioni una presenza fissa in prima squadra prima in coppia con Alfio Fontana e l'anno successivo con Glauco Tomasin. Nella sua permanenza nella capitale segna le uniche 3 reti della sua carriera tra Serie A e Serie B. Il 16 marzo 1966 disputa a Charleroi una gara contro il Belgio con la Nazionale cadetta - assieme al compagno di squadra Paolo Barison - conclusasi con un 3-3. Con la Roma gioca numerose gare in Coppa delle Fiere vincendo pure, il 1º novembre 1964, la Coppa Italia a Torino contro i granata con una rete di Nicolè.
Nel 1966 viene ceduto al Bologna di Luis Carniglia per avvicendare il più maturo Pavinato. Resta cinque stagioni nel capoluogo emiliano giocando in coppia prima con Furlanis e successivamente con Roversi. Nel 1970 vince anche la sua seconda Coppa Italia e la Coppa di Lega Italo-Inglese. Sporadicamente inizia ad essere utilizzato come libero dall'allenatore successivo Edmondo Fabbri.
Torna infine al Venezia in Serie C nel 1971 dove, ormai stabilmente trasformatosi in libero, disputa le sue ultime tre stagioni di calcio giocato. Ardizzon ha giocato 253 gare in Serie A segnando 3 reti.

### Allenatore
Inizia, successivamente, la carriera di allenatore facendo il vice di Cesare Meucci al Venezia per poi assumerne, nel 1977, la guida della prima squadra in Serie C. Allena successivamente l'Adriese prima in Serie D e successivamente in Serie C2. Allena quindi lo Jesolo. Dal 2007 al 2009, allena una squadra di calcetto a 5 femminile permettendo così a una squadra iniziale di 4 membri:(Daniela Lombardo, Domiziana Schiavo, Greta Palombella e Sara Bertotto) di farsi avanti nel campionato juniores ed arrivare a una buona posizione in classifica.
Nel medesimo periodo trovo anche spazio per allenare i giovani del Nettuno lido

## Palmarès

### Giocatore

#### Competizioni nazionali
- Serie B: 1

Venezia: 1960-1961
- Coppa Italia: 2

Roma: 1964
Bologna: 1970

#### Competizioni internazionali
- Coppa di Lega Italo-Inglese: 1

Bologna: 1970